# Mmusa Ohilwe
Mmusa Ohilwe  est un footballeur botswanais né le 17 avril 1986 à Shoshong. Il évolue au poste de défenseur avec Gaborone United.

## Carrière
- 2005-2007 : Botswana Meat Commission ( Botswana)
- 2007-2009 : Township Rollers ( Botswana)
- 2009-2010 : Botswana Meat Commission ( Botswana)
- 2010-201. : Gaborone United ( Botswana)

## Palmarès
- Coupe du Botswana de football : 2007